# Leon Williams (cestista 1986)
Leon Vernon Williams jr. (Baltimora, 24 luglio 1986) è un cestista statunitense.